# Jan van Brederode
Jan van Brederode (Santpoort, ca. 1372 - Azincourt, 25 oktober 1415) was heer van Brederode, hoogadellijk leenman van de graven van Holland en lekenbroeder.

## Levensloop
Jan was een zoon van Reinoud I van Brederode en Jolanda van Gennep. Toen zijn vader in 1390 stierf, volgde Jan hem op als zevende heer van Brederode, omdat Jans oudere broer Dirk (of Diederik) voor het kloosterleven had gekozen. Daardoor vervielen de erfrechten aan Jan. In 1396 trok hij tezamen met Albrecht van Beieren op tegen de West-Friezen die tegen Holland in opstand kwamen. Later, in 1398, ging hij op pelgrimstocht naar Ierland om het Sint Patricks vuur te bezoeken. Na deze tocht stak Jan veel geld in het stichten van kapellen en kloosters. In 1393 was hij gehuwd met Johanna van Abcoude. Het huwelijk bleef kinderloos en beiden besloten in 1402 om in een klooster te treden.
Als geestelijke moest hij de erfrechten van Brederode, die grotendeels schulden bevatten, vergeven aan zijn jongere broer Walraven. Hij trad in in het kartuis Sint-Jansbergklooster in Zelem als lekenbroeder met de intentie zijn hele verdere leven in het teken van God te stellen. Er traden al gauw problemen op, toen zijn jongere broer Walraven werd gevangengenomen tijdens het beleg van Gorinchem en zeven jaar lang vastgehouden door de heer van Arkel. Zodoende kon er niet voldaan worden aan de schulden die Jan van Brederode had opgebouwd. Zijn belangrijkste nalatenschap uit zijn kloostertijd is de vertaling uit het Frans in gewoon Nederlands van Des coninx summe, een vertaling die beschouwd wordt als een zeer originele, letterkundige tekst die doorspekt wordt met gewoon dagelijks taalgebruik uit de middeleeuwen, met tal van Middelnederlandse woorden die alleen in deze vertaling bestaan.

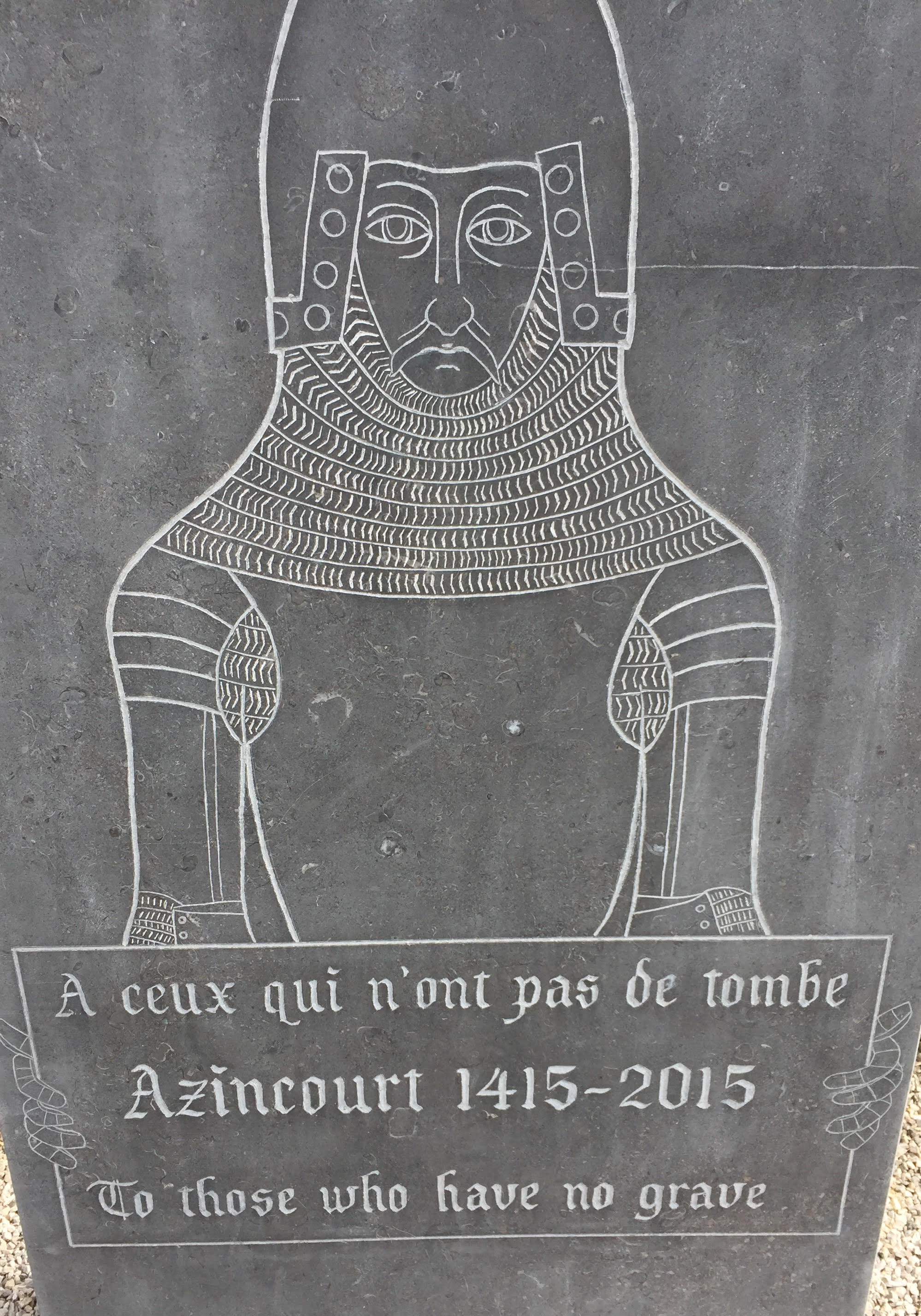
Gedenkplaat voor alle gesneuvelde soldaten bij de Slag van Azincourt.

Op 23 mei 1407 overleed Willem van Abcoude, de vader van Jans vrouw Johanna van Abcoude. Haar broer Gijsbrecht was twee jaar daarvoor al overleden, waardoor de titels van heer van Abcoude en Wijk bij Duurstede aan Van Abcoudes voogdijkind Jacob van Gaasbeek toekwamen. Van Brederode wilde alsnog aanspraak gaan maken op deze heerlijkheden en legde in het voorjaar van 1409 zijn habijt af, maar had daarbij zijn vrouw nodig om zijn aanspraak hard te maken. Hij kreeg zijn vrouw niet te spreken, waarop hij het klooster van Wijk bij Duurstede belegerde. Bisschop Frederik van Blankenheim trok met zijn leger tegen hem op en nam hem gevangen, om hem uit te leveren aan Jacob van Gaasbeek. Van Brederode verbleef in gevangenschap tot 1412. Na zijn vrijlating trok hij naar Frankrijk met de intentie zich aan te sluiten bij het Engelse leger dat in oorlog was met Frankrijk (Honderdjarige Oorlog). De Engelsen wezen hem vanwege van zijn verleden als uitgetreden monnik af. Daarop bood hij zich aan de Franse koning aan, en trad als huurling voor 825 Doornikse ponden in dienst van de Fransen. Aan Franse zijde sneuvelde hij op vierenveertigjarige leeftijd in de Slag bij Azincourt.